# Acabaria modesta
Acabaria modesta är en korallart som beskrevs av Kükenthal 1908. Acabaria modesta ingår i släktet Acabaria och familjen Melithaeidae. Inga underarter finns listade i Catalogue of Life.